# Pirelići
Pirelići (wł. Perelici) – wieś w Chorwacji, w żupanii istryjskiej, w gminie Oprtalj. W 2011 roku liczyła 48 mieszkańców.